# Carl von Ledebur (Schriftsteller)
Carl Friedrich Heinrich Wilhelm Philipp Justus Freiherr von Ledebur, auch Karl von Ledebur (* 20. April 1806 in Schildesche; † 25. Oktober 1872 in Stolp) war ein preußischer Offizier und Biograph.

## Herkunft
Carl entstammt dem westfälischen Adelsgeschlecht Ledebur. Seine Eltern waren Ernst Friedrich August Freiherr von Ledebur (1763–1833) und dessen Frau Wilhelmine Karoline Johanna, geborene von Schladen (1774–1856). Der Historiker Leopold von Ledebur (1799–1877) war sein Bruder.

## Leben
Er selbst wählte eine Offizierslaufbahn bei der Kavallerie.
1852 nahm er nach einem Sturz vom Pferd seinen Abschied und widmete sich anschließend zwei Werken zur Geschichte Berlins, von denen das Tonkünstler-Lexicon Berlin’s heute als wichtiges Standardwerk gilt.
Ab 1868 wirkte er im Rang eines Majors als Kommandant des Invalidenhauses in Stolp, das zum II. Armee-Korps gehörte, dessen Generalkommando sich in diesen Jahren in Stettin befand.

## Familie
Er heiratete am 13. März 1835 in Berlin die Offizierstochter Sophie von Löschebrandt (1807–1888), mit der er drei Kinder hatte. Die Tochter Sidonia (* 9. Dezember 1835) und die Söhne Ernst (1837–1902) und Karl (1840–1913). Letzterer wirkte später in verschiedenen Städten als Theaterintendant.

## Schriften
- Tonkünstler-Lexicon Berlin’s von den ältesten Zeiten bis auf die Gegenwart. Ludwig Rauh, Berlin 1861. Digitalisat
- (posthum, hrsg. von seinem Sohn Carl von Ledebur): König Friedrich I. von Preußen. Beiträge zur Geschichte seines Hofes, sowie der Wissenschaften, Künste und Staatsverwaltung jener Zeit. 2 Bände. Schulz, Leipzig 1878 und 1884.